# Black Hills
De Black Hills (letterlijk: Zwarte Heuvels) vormen een klein geïsoleerd gebergte dat boven de grasvlakten van de Great Plains uittorent. Het is gelegen in het westen van South Dakota, met uitloop in Wyoming. De bergen zijn veelal begroeid met bomen en worden daarom beschreven als een "eiland van bomen in een zee van gras."

## Bezienswaardigheden
In de Black Hills zijn veel nationale parken en monumenten. Onder hen Mount Rushmore, Nationaal park Wind Cave, Jewel Cave National Monument, Harney Peak (het hoogste punt ten oosten van de Rocky Mountains), Black Hills National Forest, Custer State Park (het grootste staatspark van South Dakota, en een van de grootste in de Verenigde Staten), Bear Butte State Park, Devils Tower National Monument en Crazy Horse Memorial.
Het Sylvan Lake is een idyllisch meer omgeven door mooie rotsen en een ideale plek voor wateractiviteiten. De scenische Needles Highway Mount is een panoramische autotrip en Deadwood is een historisch western stadje

## Geschiedenis
De Black Hills werden voor de komst van de kolonisten bewoond door Lakota-indianen. Na de vondst van goud in de jaren 1870 kwam er een goudkoorts op gang en steeg het inwonertal van het gebied aanzienlijk. De strijd die ontstond leidde tot de Grote Siouxoorlog van 1876 met als hoogtepunt de slag bij de Little Bighorn. 
De meeste kolonisten trokken naar Deadwood, Lead en Central City. In 1880 waren de Black Hills het dichtstbevolkte gebied van het Dakota-territorium. Sindsdien is de mijnbouw (in goudmijnen) lange tijd een belangrijke economische rol gaan spelen. Tegenwoordig is het toerisme van groot economisch belang.
De Black Hills zijn een betwist gebied: de Verenigde Staten namen het gebied in 1876 af van de Lakota-indianen en schonden daarmee het Verdrag van Fort Laramie van 1868. Het Amerikaanse Hooggerechtshof kende de indianen in 1980 een schadevergoeding toe, maar zij wezen dat af en eisen teruggave van het gebied. In 2007 verklaarden de Lakota van de Black Hills zich onafhankelijk van de Verenigde Staten en stichtten de Republiek Lakota.

## Galerij

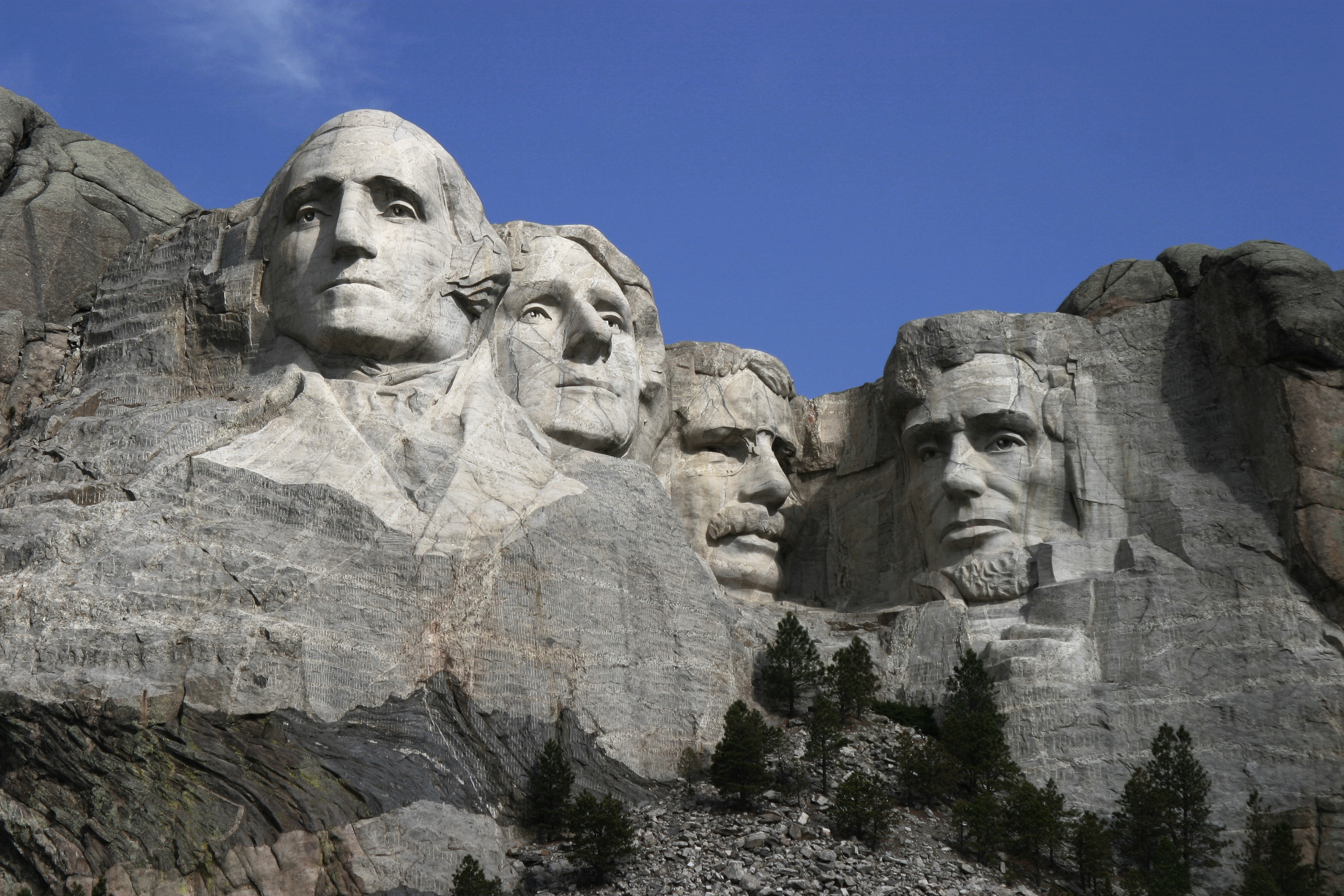
Mount Rushmore
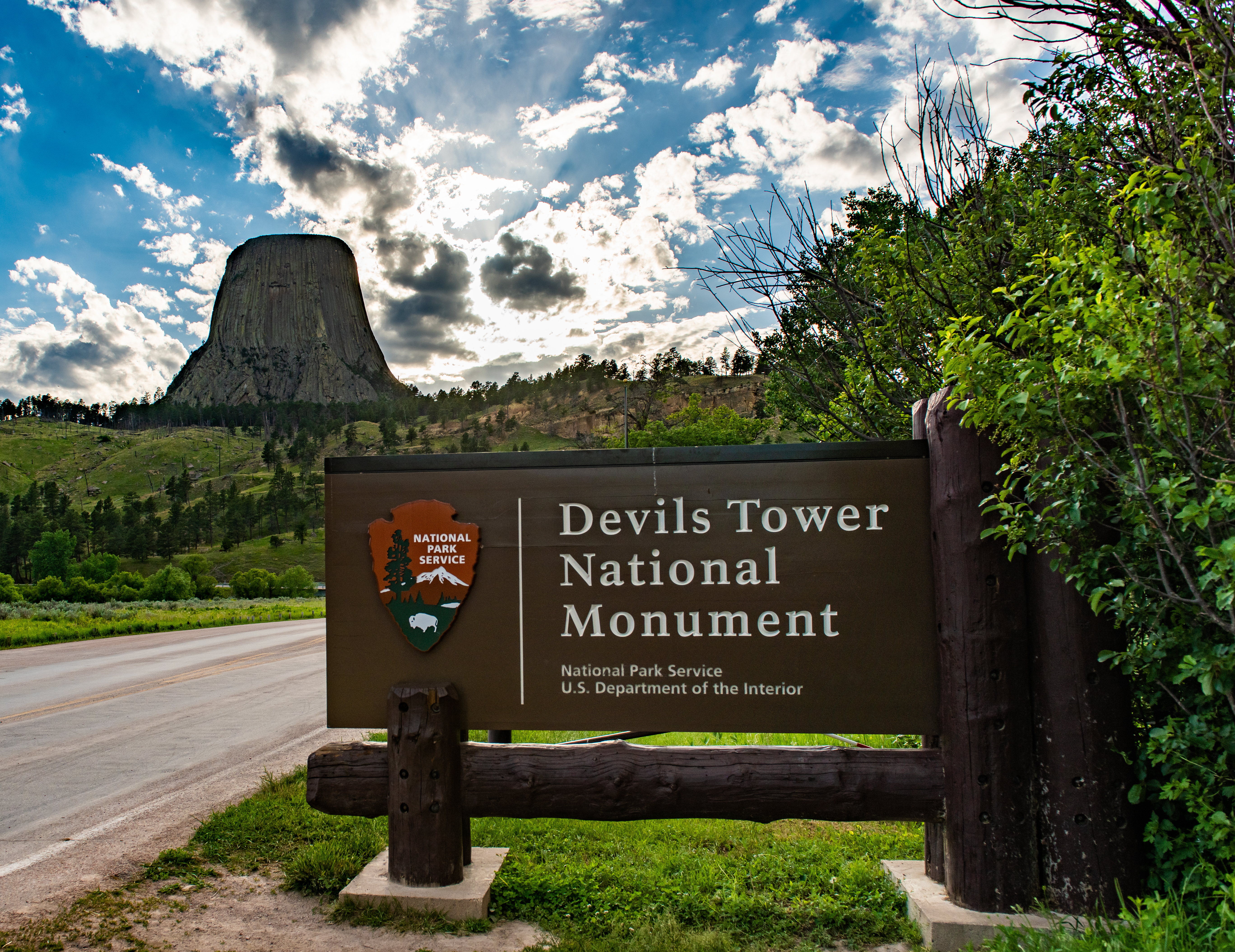
Devils Tower
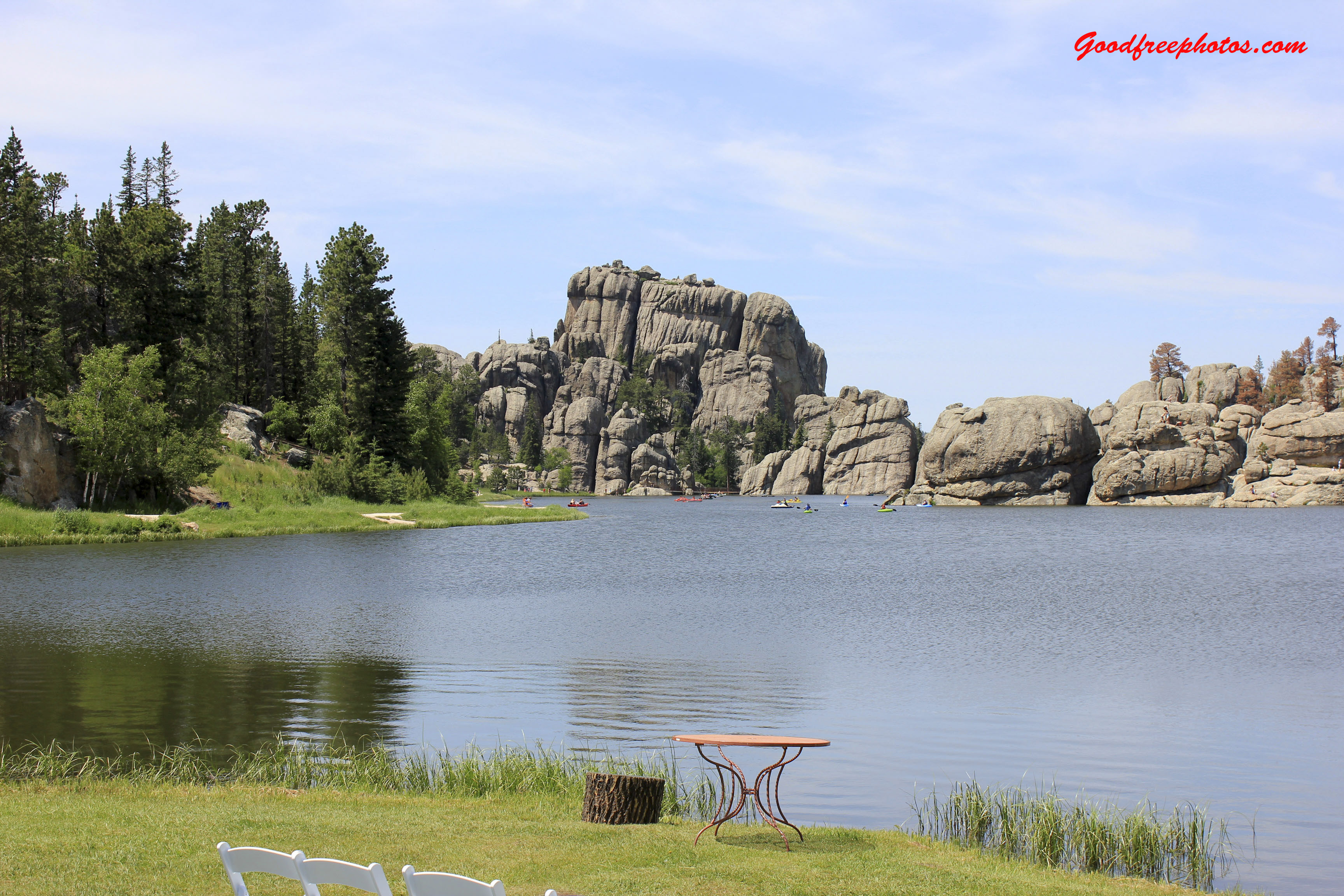
Sylvan Lake
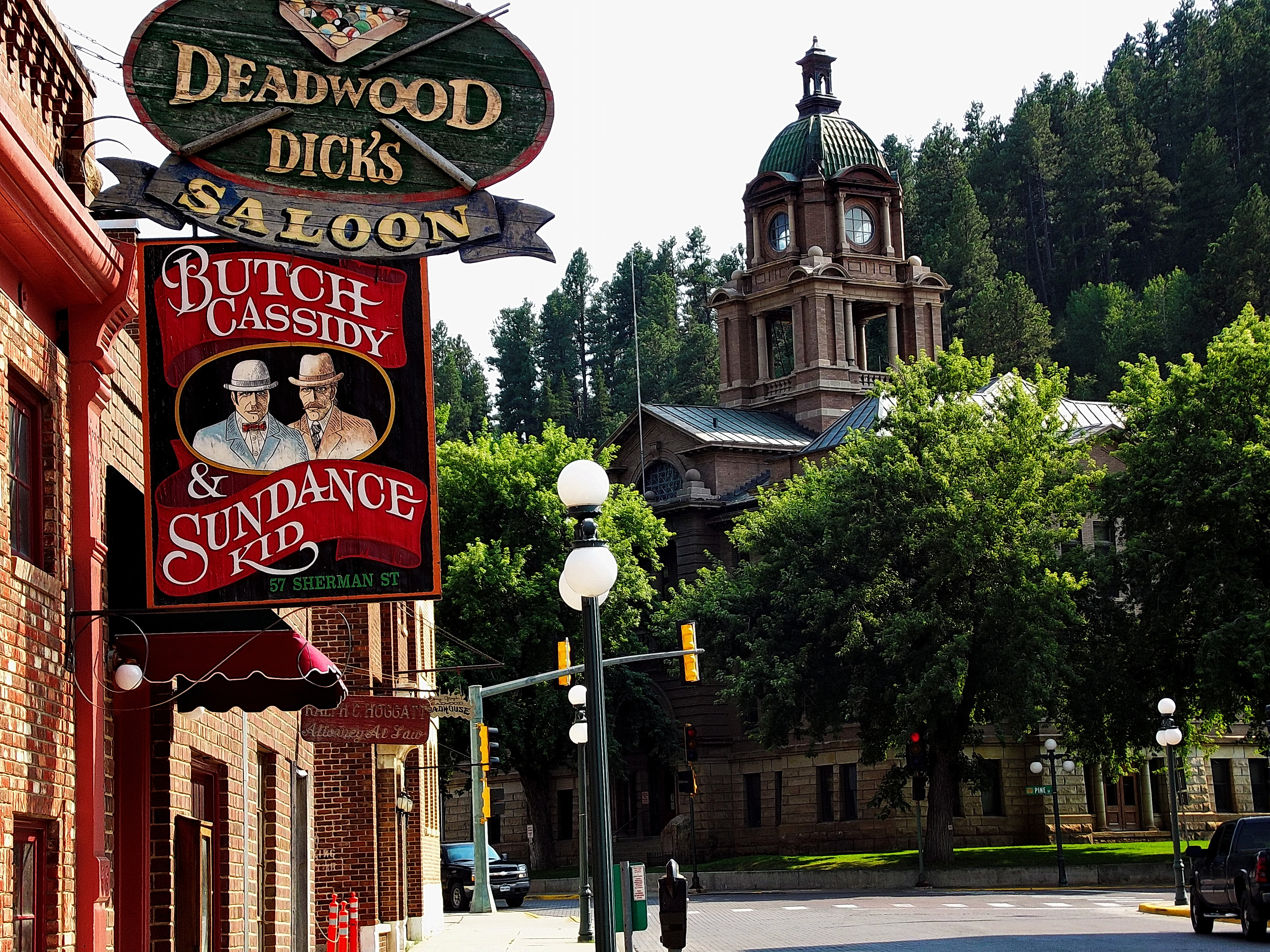
Deadwood